# حمام کابلی‌ها
حمام کابلی‌ها مربوط به دوره قاجار است و در کرمان، خیابان دادبین کوچه شماره 2  در نزدیکی زیارتگاه شاه‌ورحرام ایزد، واقع شده و این اثر در تاریخ ۱۲ تیر ۱۳۸۴ با شمارهٔ ثبت ۱۲۰۱۲ به‌عنوان یکی از آثار ملی ایران به ثبت رسیده است.